# 紅麟
紅麟（1979年7月22日—），本名符碧璟，筆名紅麟、阿莹，杭州人，中國知名漫畫家、插畫家，現居於上海。參與暢銷小說《特殊傳說》的漫畫設計。

## 簡介
- 生日：1979年7月22日
- 星座：巨蟹座
- 喜好：看書、睡覺、畫漫畫、賺錢

## 主要作品
- 《今年冬天不太冷》
- 《感覺完美》
- 《貓·天堂》
- 《盲眼》
- 《對面的女孩跳過來》
- 《天使在空中》
- 《金人Ⅰ》
- 《金人Ⅱ》
- 《天人X》（又名《金人Ⅲ》）
- 《綠緣》
- 《蜃》
- 《尋龍記》
- 《跳躍音符》
- 《異光》
- 《BB＆QQ夢幻大冒險》
- 《愛情魔法》
- 《特殊幼稚園》
- 《特殊傳說漫畫版》
- 《封神》

## 外部連結
- （简体中文）紅麟的blog （页面存档备份，存于）
- （简体中文）紅麟官方同好會 （页面存档备份，存于）